# Keeaumoku Pāpaiahiahi
Keeaumoku Papaiahiahi (1736. – 1804.) bio je havajski plemić. Znan je i kao Keeaumoku II. Papaiahiahi. Roditelji su mu bili Keawepoepoe i Kumaaiku, a polubraća Kameeiamoku i Kamanawa I. Bio je ambiciozan te je uvjerio Georgea Vancouvera da vjeruje kralju Kamehamehi I.
Keeaumoku je oženio kraljicu Namahanai Kaleleokalani, sestru kralja Kahekilija II., kojem se to nije svidjelo. Prvo Keeaumokuovo dijete bila je Kaʻahumanu, koja se udala za kralja Kamehamehu. Rodile su mu se još dvije kćeri, Kalakua Kaheiheimalie i Namahana Piia. Sinovi su mu bili Keeaumoku II. i Kuakini.